# Рокендрол ветерани
„Рокендрол ветерани“ е вторият албум на българския музикант Георги Минчев, издаден през 1989 година.

## Списък на песните
1. „Рокендрол ветерани“ – 3:38
2. „Момчето и аз“ – 3:35
3. „Какви времена“ – 3:59
4. „Полтергайст“ – 3:18
5. „Семеен блус“ – 2:54
6. „Момчета с китари“ – 4:23
7. „Мъж в гардероб“ – 3:16
8. „Луди глави“ – 2:49
9. „Рокендрол в събота“ – 4:27
10. „Една любов умря“ – 4:54

## Състав
- Георги Минчев – вокал

Кирил Маричков – бас китара, клавишни
Петър Гюзелев – соло китара
Владимир Тотев – клавишни, китара
Георги Марков – ударни